# Ferdinand Freiligrath
Ferdinand Freiligrath (Detmold, 17 de junho de 1810 – Bad Cannstatt, 18 de março de 1876) foi um poeta e tradutor alemão, primeiramente romântico, depois socialista e revolucionário. Fez parte do movimento Jovem Alemanha e da Liga dos Comunistas.
Ferdinand Freiligrath, de acordo com a Encyclopædia Britannica, é considerado um dos poetas políticos mais destacados da Alemanha durante o século 19, cujos versos deram expressão poética a anseios e sentimentos radicais de seu tempo. Estabeleceu amizade com Karl Marx e louvou as revoluções de 1848.

## Biografia
Nasceu em 17 de junho de 1810 em Detmold. Depois de trabalhar como contador em um banco em Amsterdã (1831-39), Freiligrath abandonou o comércio pela literatura com o sucesso de seus primeiros poemas, do romântico Gedichte (1838; “Poemas”). Influenciados por Victor Hugo, esses primeiros poemas são caracterizados por cenas exóticas vividamente imaginativas e evocativas e pelo virtuosismo técnico, tendo o feito ganhar uma pensão do rei prussiano Frederico Guilherme IV.

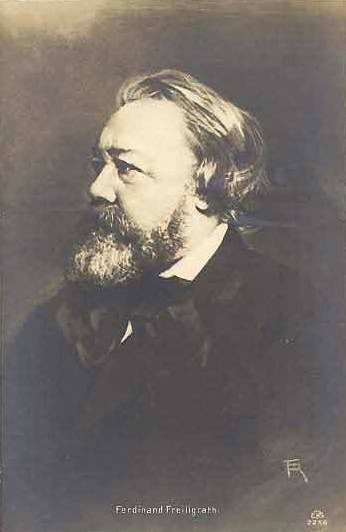
Ferdinand Freiligrath de perfil.

Suas visões tornaram-se cada vez mais radicais e, em 1844, Freiligrath renunciou à pensão a partir da publicação de sua coleção de poemas políticos, Glaubensbekenntnis (1844; “Declaração de Consciência”). Sua poesia acabou sendo banida, e ele foi forçado a deixar a Alemanha para a Bélgica, Suíça e depois Inglaterra. Seus poemas em Ça ira (1846; "Isto Será") e em Neuere politische und soziale Gedichte (1849 e 1851; “Novos Poemas Políticos e Sociais”), celebrando as Revoluções de 1848 (que serviram como base histórico-social do Manifesto Comunista) e o fazendo retornar à Alemanha, eram ainda mais socialistas e antimonárquicos. Logo tornaram-se um dos melhores exemplos da poesia revolucionária alemã da época. O incômodo das autoridades com seu poema "Die Toten an die Lebenden" (1848; “Dos Mortos aos Vivos”) o fez ser preso por subversão, mas logo foi absolvido.
Freiligrath ingressou na Liga dos Comunistas e mudou-se para Cologne, onde formou uma amizade de longa data com Karl Marx, com quem editou e redigiu a Neue rheinische Zeitung ("Nova Gazeta Renana"). Em 1851, assim como vários revolucionários, incluindo Marx (que já tinha se exilado em 1849), retornou à Inglaterra para escapar de novas perseguições políticas. Depois, tornou-se gerente do Banco Geral da Suíça em Londres de 1856 a 1865. Em 1868, uma subscrição pública levantada na Alemanha o permitiu voltar. Morreu em 18 de março de 1876 em Cannstatt. Sepultado no Uff-Kirchhof em Stuttgart.

## Obras notáveis

### Livros de poemas
- Glaubensbekenntnis (1844; “Declaração de Consciência”)
- Ça ira Ça ira (1846; "Isto Será")
- Neuere politische und soziale Gedichte (1849 e 1851; “Novos Poemas Políticos e Sociais”)

### Tradutor de poesia social
Entre outras obras importantes de Freiligrath estão suas traduções da poesia social de William Wordsworth, Henry Wadsworth Longfellow, Walt Whitman, Robert Burns, Victor Hugo e Molière.

## Publicações
- Die Auswanderer (1832)
- Gedichte von Ferdinand Freiligrath. (Scipio, Löwenritt, Moos-Thee, Anno Domini …?). In: Deutscher Musenalmanach für das Jahr 1835. Hrsg. von A. v. Chamisso und G. Schwab. Weidmannsche Buchhandlung, Leipzig (1835), S. 88 ff.
- Victor Hugo's Herbstblätter. Deutsch von H. Fournier. Dämmerungsgesänge. Deutsch von Ferdinand Freiligrath. Johann David Sauerländer, Frankfurt am Main 1836 (Digitalisat)
- Ignaz Hub, F . Freiligrath, August Schnezler (Hrsg.): Rheinisches Odeon. Zweiter Jahrgang. I. H. C. Schreiner, Düsseldorf 1838 (Digitalisat)
- Ferdinand Freiligrath (Hrsg.): Rheinisches Jahrbuch für Kunst und Poesie. DuMont-Schauberg, Köln 1840 (Digitalisat)
- Gedichte. J. G. Cotta'scher Verlag, Stuttgart, Tübingen, Stuttgart 1838 Zweite vermehrte Aufl. 1839 (Digitalisat) 5. Aufl. 1843 (Digitalisat)
- Ferdinand Freiligrath, Levin Schücking (Hrsg.): Das malerische und romantische Westfalen. Langewische, Barmen / Friedr. Volckmar, Leipzig 1840 (Digitalisat) Reimpresso1980, ISBN 3-8035-1089-9
- Ferdinand Freiligrath (Hrsg.): Rolands-Album. Zum Besten der Ruine. M. DuMont-Schauberg, Köln am Rhein 1840 (Digitalisat)
- Aus Spanien (1841) bei uni-duisburg-essen.de (weitergeleitet an http://www.lyriktheorie.uni-wuppertal.de)/
- Karl Immermann. Blätter der Erinnerung an ihn. Adolph Krabbe, Stuttgart 1842 (Digitalisat)
- Ein Glaubensbekenntniß. Zeitgedichte. Victor von Zabern, Mainz 1844 (Digitalisat)
- Eine Proletarierfamilie in England. In: Deutsches Bürgerbuch für 1845 Ed. por Hermann Püttmann. C. W. Leske, Darmstadt 1845, S. 357 (Reimpresso1975, ISBN 3-434-00254-5)
- Ça ira. Sechs Gedichte Verlag des literarischen Instituts, Herisau 1846 (Digitalisat)
- Englische Gedichte aus neuerer Zeit. Nach Felicia Hermans, Robert Southey, Alfred Tennyson, Henry W. Longfellow und Andren. J. G. Cotta'scher Verlag, Stuttgart, Tübingen 1846 (Digitalisat)
- Die Todten an die Lebenden. Franke'sche Buchdruckerei (Köln) (1848) (Digitalisat)
- Ein Lied vom Tode. Abdruck aus der Londoner Deutschen Zeitung. Den Berliner Arbeitern und Bürgerwehrmännern zur Todtenfeier ihrer gefallenen Brüder am 20. Oktober 1848. Fähndrich, Berlim 1848 (Digitalisat)
- Blum. Naumann, Leipzig 1848 (Digitalisat)
- Schwarz, Roth Gold. Binder, Leipzig 1848 (Digitalisat)
- Venus und Adonis von William Shakespeare. Uebersetzt von Ferdinand Freiligrath. W. H. Scheller, Düsseldorf 1849 (Digitalisat)
- Zwischen den Garben. Eine Nachlese älterer Gedichte. J. G. Cotta'scher Verlag, Stuttgart, Tübingen 1849 (Digitalisat)
- Neuere politische und sociale Gedichte. Erstes Heft. Selbstverlag, Köln 1849 (Digitalisat)
- Neuere politische und sociale Gedichte. Zweites Heft. Selbstverlag, Braunschweig 1850 (Digitalisat)
- Dichtung und Dichter. Eine Anthologie. Gebrüder Katz, Dessau 1854 (Digitalisat)
- Henry Wadsworth Longfellow: Der Sang von Hiawatha. Uebersetzt von Ferdinand Freiligrath. J. G. Cottascher Verlag, Stuttgart, Tübingen 1857 (Digitalisat)
- The Rose, Thistle and Shamrock. A Selection of English Poetry, chiefly modern. Edward Hallberger, Stuttgart 1853 (Digitalisat)
- Festlied der Deutschen in London zur Feier von Schillers 100-jährigem Geburtstage. 10. Nov. 1859. A. Petsch & Co., Londres1859 (Digitalisat)
- Nach Johanna Kinkels Begräbniß. 20. November 1858.(London 1858) PDF-Dokument der Universität Bonn
- Das Waldheiligthum von Felicia Hemans. Uebersetzt von Ferdinand Freiligrath. J. G. Cotta'scher Verlag, Stuttgart, Tübingen 1871 (Digitalisat)
- Neue Gedichte. J. G. Cotta'scher Verlag, Stuttgart, Tübingen 1877.

### Edições de Obras
- Ferdinand Freiligrath’s sämmtliche Werke. Vollständige Original-Ausgabe, Friedrich Gerhard, New York 1858.
  - Erster Volume 1861 (Digitalisat)
  - Zweiter Volume 1858 (Digitalisat)
  - Dritter Volume 1858 (Digitalisat)
  - Vierter Volume 1858 (Digitalisat)
  - Fünfter Volume 1858 (Digitalisat)
  - Sechster Volume 1859 (Digitalisat)
- Ferdinand Freiligrath's gesammelte Dichtungen. 6 Bände. J. G. Göschen'sche Buchhandlung, Stuttgart 1870.
  - Erster Volume (Digitalisat)
  - Zweiter Volume (Digitalisat)
  - http://books.google.com.br/books?id=en1xu1JMBzkC&pg=PA1&f=false
  - Vierter Volume (Digitalisat)
  - Fünfter Volume (Digitalisat)
  - Sechster Volume (Digitalisat)
- Ferdinand Freiligrath's gesammelte Dichtungen. 6 Bände. Neue, sehr verm. und vervollst. Aufl. Göschen, Stuttgart 1877.
- Eduard Schmidt-Weißenfels (Hrsg.): Ferdinand Freiligraths Werke in neun Bänden. Mit Einleitung von Schmidt-Weißenfels. Th. Knaur Nachf., Berlin, Leipzig, 1905
- Walter Heichen (Hrsg.): Freiligraths Werke in fünf Büchern. Mit einer Auswahl seiner Briefe und einem Anhang bisher noch nicht in den Ausgaben veröffentlichter Gedichte. /(Einleitung Ferdinand Wolf). A. Weichert, Berlin 1907
- Ludwig Schröder (Hrsg.): Ferdinand Freiligraths sämtliche Werke in zehn Bänden. Max Hesse, Leipzig 1907.
- Freiligraths Werke in einem Band. Ausgewählt und eingeleitet von Werner Ilberg. Aufbau Verlag, Berlin und Weimar 1962 (Bibliothek deutscher Klassiker) (4. Aufl. 1980)
- Lesebuch Ferdinand Freiligrath. Zusammengestellt und mit einem Nachwort von Frank Stückemann (Nylands Kleine Westfälische Bibliothek 80). Aisthesis, Bielefeld 2018. ISBN 978-3-8498-1320-8